# Vibrante múltiple uvular
La vibrante múltiple uvular es un tipo de sonido consonántico, usado en algunos idiomas. El símbolo en el alfabeto fonético internacional que representa este sonido es ⟨ʀ⟩, una pequeña R mayúscula. Esta consonante es una de varias llamadas colectivamente R gutural.

## Características
Caracterizaras de la vibrante múltiple uvular:
- Su modo de articulación es vibrante, lo que significa que es producida al dirigir el aire sobre el articulador para que vibre.
- Su punto de articulación es uvular, lo que significa que se articula con el dorso de la lengua en la úvula.
- Su fonación es con voz, lo que significa que las cuerdas vocales vibran durante la articulación.
- Es una consonante oral, lo que significa que se permite que el aire escape solamente a través de la boca.
- Es una consonante central, lo que significa que es producida al dirigir el flujo de aire a lo largo del centro de la lengua, en lugar de a los lados.
- El mecanismo de flujo de aire es pulmonar, lo que significa que es articulada empujando el aire únicamente con los pulmones y el diafragma, como en la mayoría de los sonidos.

## Ocurrencia

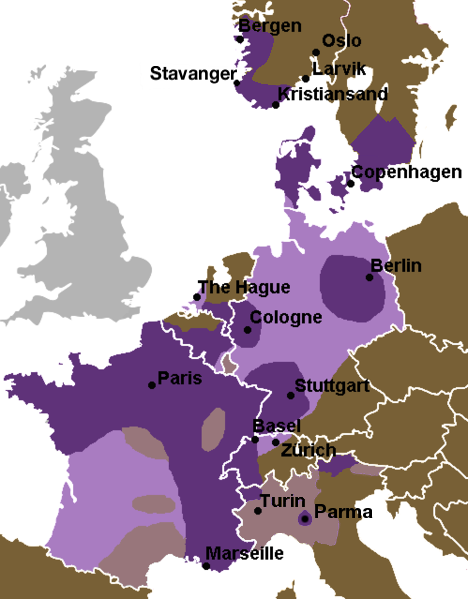
Distribución de la R gutural (/[ʁ ʀ χ]/) en Europa.
█ inusual
█ sólo en habla culta
█ usual en habla culta
█ general

Hay dos teorías principales en relación con el origen de la vibrante uvular en las lenguas europeas. Según la primera de ellas, la vibrante uvular se originó en el francés estándar alrededor del siglo XVII, extendiéndose a las variedades del alemán estándar, danés, portugués, así como en algunas partes del neerlandés, noruego y sueco; también está presente en otras zonas de Europa, pero no está claro si estas pronunciaciones se deben a influencia francesa. En la mayoría de los casos, las variedades se han desplazado a una fricativa uvular sonora [ʁ].
La segunda teoría postula que la R uvular se originó dentro de las lenguas germánicas a través de un proceso en el que la R alveolar se debilitó y luego fue sustituida por una imitación de la R alveolar (vocalización). Como contraprueba en contra de la teoría del «origen francés», se estipula que hay muchos indicios de que la R uvular existía en ciertos dialectos germánicos mucho antes del siglo XVII.
| Idioma       | Idioma                                    | Palabra       | AFI        | Significado        | Notas |
| ------------ | ----------------------------------------- | ------------- | ---------- | ------------------ | --- |
| Afrikáans    | Algunos dialectos                         | 'r'ooi        | [ʀoːɪ̯]     | 'rojo'             | |
| Catalán      | Algunos dialectos del norte               | có'rr'er      | [koˈʀe]    | 'correr'           | |
| Neerlandés   | Neerlandés                                | 'r'ad         | [ʀɑt]ⓘ     | 'rueda'            | Común in Randstad, Holanda Meridional y algunos dialectos centrales, orientales y sureños. Raro en Bélgica.                                                                     |
| Inglés       | Dialecto de Northumbria                   | 'r'ed         | [ʀed]      | 'rojo'             | Mas encontrado en el oeste de Northumberland, decreciendo. Véase fonología del inglés                                                                                           |
| Francés      | Francés                                   | 'r'endez-vous | [ʀɑ̃devu]ⓘ  | 'cita'             | Dialectal. Mas como un fricativo [ʁ]. Véase Fonología del francés. |
| Alemán       | Estándar                                  | 'R'übe        | [ˈʀyːbə]   | 'nabo'             | En variación libre con una fricativa uvular sonora. Véase Fonología del alemán                                                                                                  |
| Hebreo       | Hebreo                                    | ירוק          | [jaˈʀok]   | 'verde'            | También puede ser una fricativa o un aproximante. |
| Judeoespañol | Judeoespañol                              | muje'r'       | [muˈʒɛʀ]   | 'mujer'            | |
| Italiano     | Dialectos del norte (especialmente Parma) | 'r'a'r'o      | [ˈʀaːʀo]   | 'raro'             | También puede ser una fricativa uvular sonora [ʁ] o una aproximante labiodental [ʋ].                                                                                            |
| Occitano     | Auvernés sureño                           | ga'r'çon      | [ɡaʀˈsu]   | 'hijo'             | |
| Occitano     | Limosín sureño                            | filh          | [fʲiʀ]     | 'hijo'             | |
| Occitano     | Provenzal                                 | parts         | [paʀ]      | 'partes'           | |
| Occitano     | Dialectos occidentales                    | garric        | [ɡaʀi]     | 'roble'            | Contrasta con el vibrante múltiple alveolar ([ɡari] 'curado') |
| Portugués    | Europeo                                   | 'r'arear      | [ʀəɾiˈaɾ]  | 'rarear'           | Alterna con otras formas uvulares y el vibrante múltiple alveolar. |
| Portugués    | Fluminense                                | me'r'cado     | [me̞ʀˈkaðu] | 'marcado', 'feria' | Tiende a ser remplazado por pronunciaciones fricativas. Si esta en la última posición, se ve generalmente en variación con [x], [χ], [ʁ], [ħ] y [h] antes de sonidos no sonoros |
| Portugués    | Sulista                                   | 'r'epolho     | [ʀe̞ˈpoʎ̟ʊ]  | 'repollo'          | Tiende a ser remplazado por pronunciaciones fricativas. Si esta en la última posición, se ve generalmente en variación con [x], [χ], [ʁ], [ħ] y [h] antes de sonidos no sonoros |
| Romaní       | Algunos dialectos                         | 'r'om         | [ʀom]      | 'hombre'           | Alófono de /ɽ/; en otros es /r/ |
| Siux         | Lakota                                    | ǧí            | [ʀí]       | 'es café (color)'  | Alófono de /ʁ/ antes de /i/ |
| Selkup       | Dialectos del norte                       | [ˈqaʀlɪ̈]      | [ˈqaʀlɪ̈]   | 'trineo'           | Alófono de /q/ antes de consonantes líquidas. |
| Sesotho      | Mayoría de hablantes                      | mo'r'i'r'i    | [moʀiʀi]   | 'bello', 'cabello' | |
| Sueco        | Dialectos del sur                         | 'r'äv         | [ʀɛːv]     | 'zorro'            | |